# Wiechers-Sport
Wiechers-Sport est une écurie de course automobile allemande basée à Nienburg/Weser et fondée en 1999 pour participer aux compétitions de voitures de tourisme.

## Palmarès
- Championnat du monde des voitures de tourisme
  - Vainqueur du Trophée des indépendants avec Marc Hennerici en 2005 et Stefano D'Aste en 2007
  - Victoire au Salzburgring et à Suzuka en 2012 avec Stefano D'Aste
  - Victoire à Termas de Río Hondo en 2013 avec José María López

## Galerie

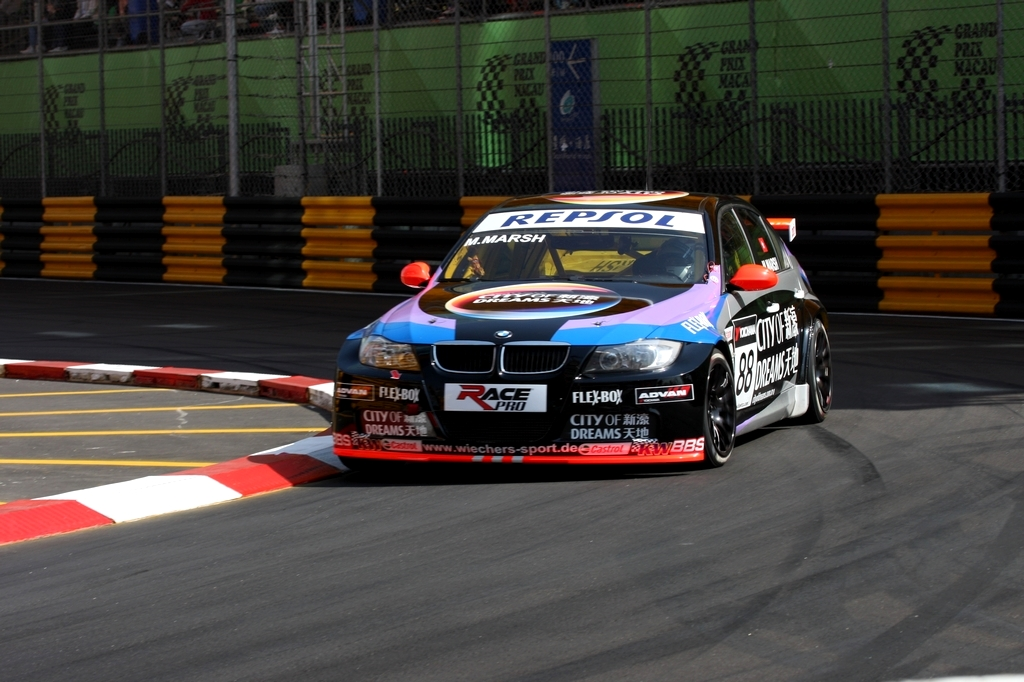
La BMW 320si de Matthew Marsh en 2008
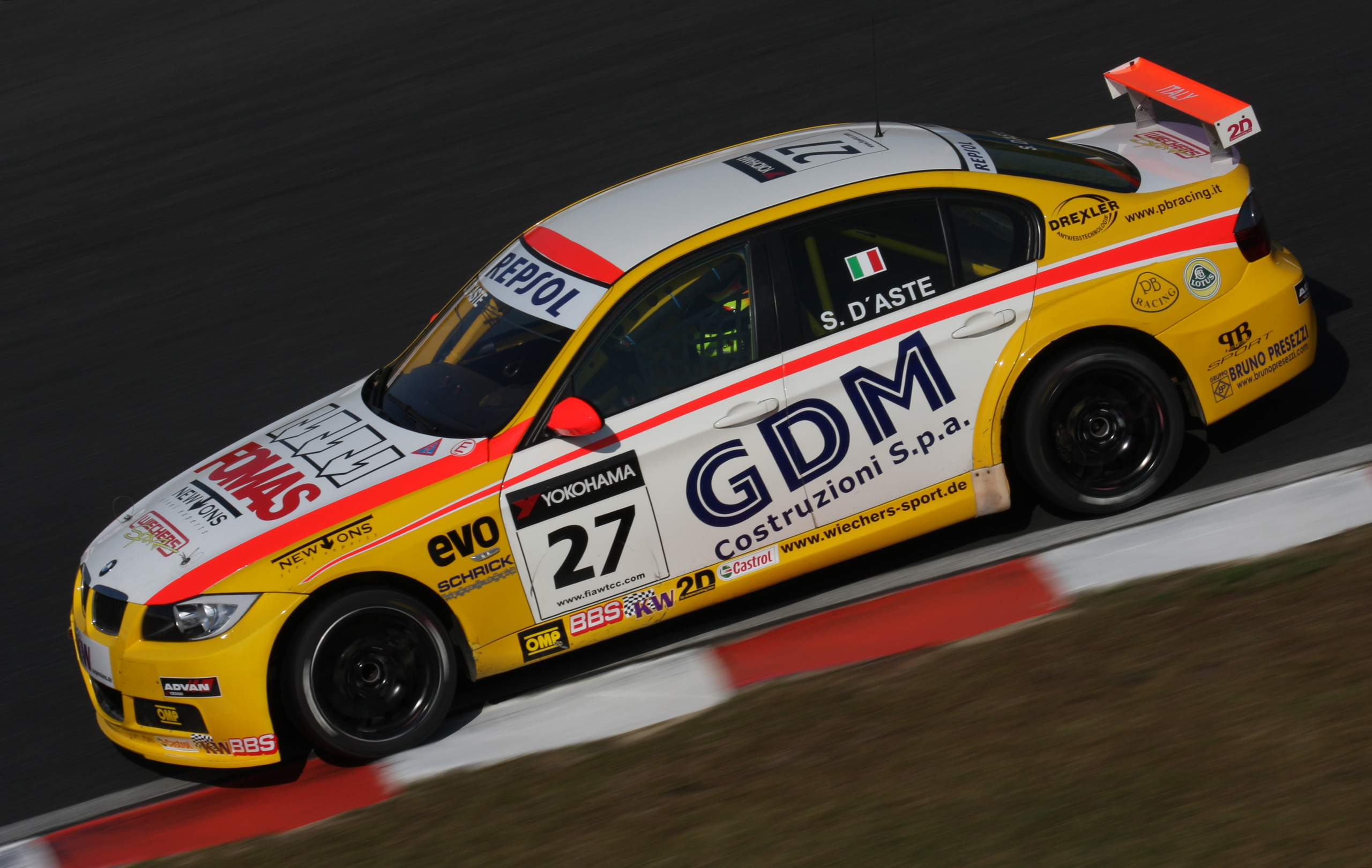
La BMW 320si de Stefano D'Aste en 2009
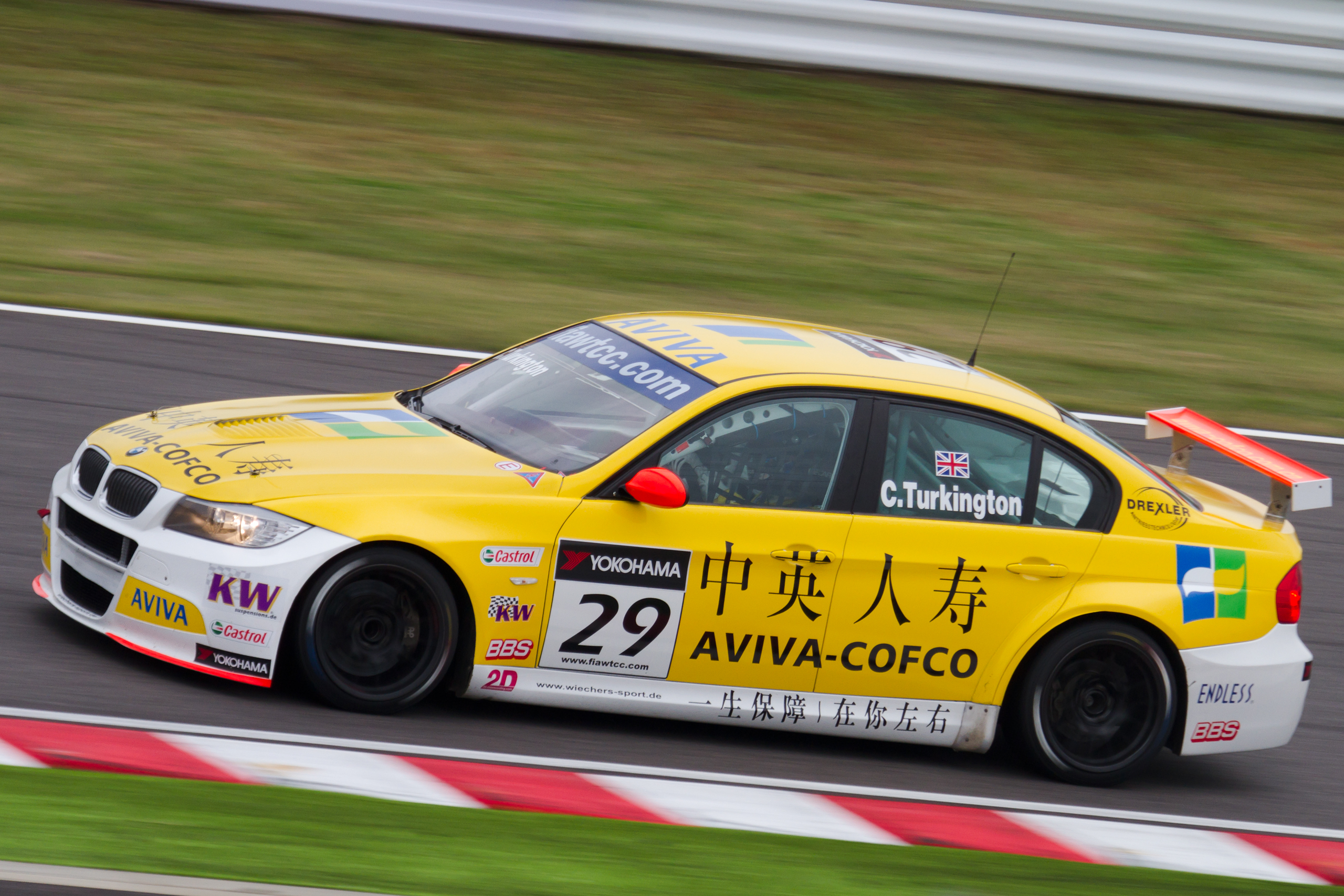
La BMW 320 TC de WTCC de Colin Turkington en 2011
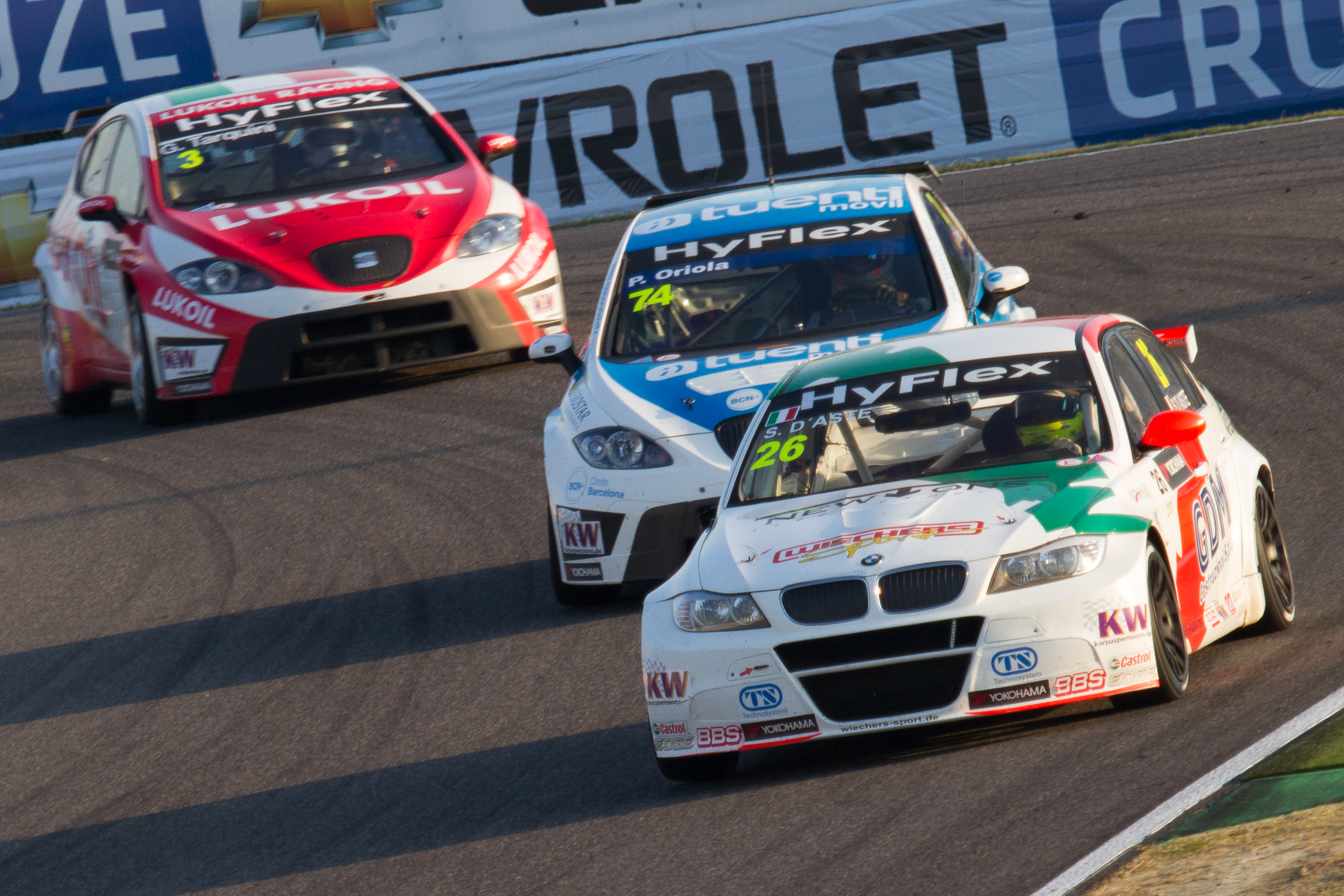
La BMW 320 TC de WTCC de Stefano D'Aste en 2012